# Салон (река)
Салон (фр. Salon) — река во Франции. Находится на востоке страны в регионах Гранд-Эст и Бургундия — Франш-Конте. Является одним из притоков реки Сона.
Река с зимним паводком, с декабря по март включительно максимум в январе-феврале. Самый низкий уровень воды в реке летом, в период с июля по сентябрь включительно.
Длина реки составляет 71 км. Площадь водосборного бассейна — 410 км². Среднегодовой расход воды — 4,6 м³/с.